# Ebinania vermiculata
Ebinania vermiculata är en fiskart som beskrevs av Katsuichi Sakamoto 1932. Ebinania vermiculata ingår i släktet Ebinania och familjen paddulkar. Inga underarter finns listade i Catalogue of Life.